# Tijmrookwants
De tijmrookwants (Tropistethus holosericus) is een wants uit uit de onderfamilie Rhyparochrominae van de familie van de bodemwantsen (Lygaeidae). De soort werd het eerst wetenschappelijk beschreven door Johann Eduard Heinrich Scholtz in 1846.
De onderfamilie Rhyparochrominae wordt ook weleens als een zelfstandige familie Rhyparochromidae gezien in een superfamilie Lygaeoidea. Lygaeidae is conform de indeling van bijvoorbeeld het Nederlands Soortenregister.

## Uiterlijk
De grotendeels zwarte wants komt zowel kortvleugelig (brachypteer) als langvleugelig (macropteer) voor en kan 2.5 tot 3 mm lang worden. De kop, het halsschild en het scutellum zijn zwart, het middendeel van de voorvleugels is roodbruin en het uiteinde van het hoornachtige gedeelte van de voorvleugels is iets donkerder. Het gebied rond het scutellum is geelachtig. Het doorzichtige gedeelte van de voorvleugels glimmend blauwachtig. Zowel de antennes als de pootjes zijn geheel roodbruin gekleurd.

## Leefwijze
De wantsen leven op de bodem en klimmen zelden in planten. Hoewel ze vaak onder tijm (Thymus) worden gevonden, is het niet bekend welke voedselplanten ze hebben. Hoogstwaarschijnlijk zuigen ze aan zaden. 
De imago’s overwinteren. In juni en juli leggen de vrouwtjes de eitjes. De nieuwe generatie volwassen wantsen verschijnt vanaf eind augustus of september.

## Verspreiding en habitat
De soort komt voor in bijna geheel Europa van het zuidelijke deel van Scandinavië tot in het Middellandse Zeegebied en daar aansluitend Noord-Afrika. Naar het oosten is hij verspreid tot in Klein-Azië, Kaukasus en Centraal-Azië. Hij heeft een voorkeur voor droge, warme leefgebieden met een zandbodem of een steenachtige bodem..